# Gornja Stubica
Gornja Stubica es un municipio de Croacia en el condado de Krapina-Zagorje.

## Geografía
Se encuentra a una altitud de 203 m s. n. m. a 37,1 km de la capital nacional, Zagreb.

## Demografía
En el censo 2011, el total de población del municipio fue de 5 237 habitantes, distribuidos en las siguientes localidades:
- Banšćica - 199
- Brezje - 246
- Dobri Zdenci - 143
- Dubovec - 325
- Gornja Stubica - 825
- Gusakovec - 216
- Hum Stubički - 577
- Jakšinec - 287
- Karivaroš - 311
- Modrovec - 352
- Orehova Gorica - 69
- Pasanska Gorica - 153
- Repićevo Selo - 28
- Samci - 276
- Sekirevo Selo - 34
- Slani Potok - 359
- Sveti Matej - 574
- Šagudovec - 194
- Vinterovec - 49
- Volavec - 20